# Hypothèse de Knudson
L’hypothèse de Knudson est l'hypothèse selon laquelle le cancer est le résultat d'une accumulation de mutations de l'ADN d'une cellule. Elle fut d'abord proposée par Carl O. Nordling (en) en 1953,, puis formulée par Alfred G. Knudson en 1971. Les travaux de Knudson le conduisent indirectement à l'identification de gènes liés au cancer. Knudson remporta le prix Albert-Lasker pour la recherche médicale clinique en 1998 pour son travail.
La théorie des multi-mutations du cancer fut proposée par Nordling dans le British Journal of Cancer (en) en 1953. Il remarqua que dans les pays industrialisés, la fréquence des cancers semblait s'accroître selon l'âge à la puissance 6.  Cette corrélation pouvait être expliquée en supposant que l'incidence du cancer était due à l'accumulation de six mutations consécutives.
Plus tard, Knudson réalisa une analyse statistique sur des cas de rétinoblastome, un tumeur de la rétine qui apparaît de manière héréditaire ou sporadique. Il remarqua que les rétinoblastomes hérités apparaissaient à un plus jeune âge que ceux apparus sporadiquement. De plus, les enfants qui héritaient d'un rétinoblastome, développaient souvent une tumeur dans les deux yeux, suggérant une prédisposition.
Knudson suggéra que plusieurs « coups » à l'ADN étaient nécessaires pour provoquer un cancer. Chez les enfants à rétinoblastome hérité, le premier « coup » venait de l'ADN, et un seul coup de l'environnement était suffisant pour provoquer une tumeur. Dans les autres cas, deux coups devaient avoir lieu avant qu'une tumeur apparaisse, expliquant ainsi la différence d'âge. L'hypothèse de Knudson est à mettre en lien avec l'activité et le rôle de p53, gène suppresseur de tumeur, qui protège les cellules contre une éventuelle évolution vers un stade tumoral en favorisant leur mort face à des mutations trop nombreuses et/ou graves pour la cellule. Durant le développement tumoral, la protéine p53 est par conséquent très fréquemment mutée, ceci étant une stratégie pour la cellule tumorale afin de lutter contre la mort et ainsi de pouvoir proliférer sans contrôle effectué par les systèmes suppresseurs de tumeurs.
Il fut découvert plus tard que la carcinogenèse (le développement du cancer) dépendait de l'activation de proto-oncogènes (gènes qui stimulent la prolifération cellulaire) et de la  désactivation de gènes suppresseurs de tumeurs (gènes qui contrôlent la prolifération cellulaire). Un premier « coup » sur un oncogène ne menait pas forcément au cancer, car les gènes suppresseurs de tumeurs (GST) prévenaient toujours l'apparition d'une tumeur. De même, si les GST étaient endommagés (comme le gène Rb1 dans le cas de la rétinoblastome) cela ne provoquait pas de cancer tant que les oncogènes n'étaient pas touchés.